# Cyanamide
Cyanamide là một hợp chất hữu cơ có công thức CN2H2. Chất rắn màu trắng này được sử dụng rộng rãi trong nông nghiệp và sản xuất dược phẩm và các hợp chất hữu cơ khác. Nó cũng được sử dụng như một loại thuốc ngăn chặn rượu ở Canada, Châu Âu và Nhật Bản. Phân tử có một nhóm nitrile gắn liền với một nhóm amino. Các dẫn xuất của hợp chất này cũng được gọi là cyanamide, phổ biến nhất là calci cyanamide (CaCN2).

## Tautomers và tự ngưng tụ
Chứa cả một vị trí nucleophilic và điện di trong cùng một phân tử, cyanamide trải qua các phản ứng khác nhau với chính nó. Cyanamide tồn tại dưới dạng hai tautome, một có kết nối N≡C–NH2 và cái còn lại có công thức HN = C = NH (" carbodiimide " tautome). Dạng N≡C–NH2 chiếm ưu thế, nhưng trong một vài phản ứng (ví dụ: silylation) hình thức diimide có vẻ quan trọng.
Cyanamide làm giảm dần để cung cấp 2-cyanoguanidine (dicyandiamide). Sự giảm thiểu này bị biến dạng bởi các axit và bị ức chế bởi nhiệt độ thấp. Trimer vòng được gọi là melamine.

## Sản xuất
Cyanamide được sản xuất bằng cách thủy phân calci cyanamide, sau đó được điều chế từ calci carbide thông qua quy trình Frank-Caro.
CaCN 2 + H 2 O + CO 2 → CaCO 3 + H 2 NCN
Việc chuyển đổi được tiến hành trên bùn. Do đó, hầu hết các cyanamide thương mại được bán dưới dạng dung dịch nước.

## Phản ứng và sử dụng
Cyanamide có thể được coi là một mảnh carbon đơn chức năng có thể phản ứng như một điện di hoặc nucleophile. Phản ứng chính được thể hiện bởi cyanamide liên quan đến việc bổ sung các hợp chất có chứa một proton có tính axit. Nước, hydro sulfide và hydro selenide phản ứng với cyanamide để tạo ra urê, thiourea và selenourea, tương ứng:
H 2 NCN + H 2 E → H 2 NC (E) NH 2 (E = O, S, Se)
Theo cách này, cyanamide hoạt động như một tác nhân khử nước và do đó có thể gây ra các phản ứng ngưng tụ. Rượu, thiol và amin phản ứng tương tự nhau để tạo ra alkylisoureas, "pseudothioureas" và guanidine. Thuốc chống loét cimetidine được tạo ra bằng cách sử dụng phản ứng như vậy. Các phản ứng liên quan khai thác tính đa dạng của cyanamide để tạo ra dị vòng, và phản ứng sau này là cơ sở của một số tổng hợp dược phẩm như aminopyrimidine imatinib) và hóa chất nông nghiệp Amitrol và hexazinone. Thuốc điều trị rụng tóc minoxidil và thuốc trị giun albendazole, flubendazole và mebendazole có cấu trúc 2-aminoimidazole có nguồn gốc từ cyanamide. Cyanamide cũng được sử dụng trong quá trình tổng hợp các loại dược phẩm khác bao gồm tirapazamine, etravirine, revaprazan và dasantafil.
Anion cyanamide có đặc tính của một chalcogen giả, do đó cyanamide có thể được coi là tương tự như nước hoặc hydro sulfide.
Một phương pháp thuận tiện để điều chế các amin thứ cấp không bị nhiễm amin chính hoặc amin bậc ba là phản ứng của cyanamide với các halide alkyl với N, N -dialkylcyanamide có thể dễ dàng bị thủy phân thành dialkylamines và sau đó được khử carboxyl hóa. Cyanamide tự thêm vào trong sự hiện diện của N-bromosuccinimide với liên kết đôi olefinic. Sản phẩm bổ sung được chuyển đổi bởi các base thành N-Cyanaziridine, chu kỳ trong sự hiện diện của axit thành imidazoline, có thể được phản ứng thêm với các diamines phụ bằng cách phân tách kiềm.
Xianamit cũng là một khối xây dựng tổng hợp đa năng cho dị vòng: nó tạo thành 2-aminobenzimidazole với 1,2-diaminobenzene  và nó tạo thành với cyclic sẵn enamine 4- (1-cyclohexenyl) morpholine  và với nguyên tố lưu huỳnh một 2-aminothiazole trong sản lượng tốt.
Natri dicyanamide có sẵn trong năng suất tốt và độ tinh khiết cao từ cyanamid và cyanogen chloride, thích hợp làm chất trung gian để tổng hợp các thành phần dược phẩm hoạt động. Một nhóm guanidino được giới thiệu bằng phản ứng của cyanamide với sarcosine. Trong quá trình tổng hợp công nghiệp của creatine:
Con đường tổng hợp này chủ yếu tránh các tạp chất có vấn đề như axit chloroacetic, axit iminodiacetic hoặc dihydrotriazine xảy ra trong các tuyến khác. Tiền chất sinh lý guanidinoacetic thu được tương tự bằng cách phản ứng với cyanamide với glycine.
Từ giữa những năm 1960, có các phương pháp để ổn định cyanamide để làm cho nó có sẵn ở quy mô công nghiệp. Do ái lực mạnh đối với tự ngưng tụ trong môi trường kiềm (xem ở trên), các dung dịch cyanamide được ổn định bằng cách thêm 0,5% trọng lượng của monosodium phosphate làm chất đệm. Xyanua rắn được sản xuất bằng cách bay hơi cẩn thận dung môi và sau đó bổ sung este thủy phân không bền với axit formic. Các ester hấp thụ dấu vết của độ ẩm (ức chế sự hình thành urê), trung hòa độ kiềm (amonia) và liên tục giải phóng một lượng nhỏ axit formic.

### Sử dụng trong nông nghiệp
Cyanamide, dưới tên thương mại Dormex, là một chất phá vỡ nông nghiệp phổ biến được áp dụng vào mùa xuân để kích thích sự mở đồng đều của chồi, folination sớm và nở hoa. Cyanamide có thể bù đắp một cách hiệu quả cho việc thiếu vừa phải các đơn vị làm lạnh được tích lũy trong mùa thu trước và tiết kiệm thu hoạch nếu không sẽ bị mất. Nó đặc biệt hiệu quả đối với các loại cây thân gỗ như quả mọng, nho, táo, đào và kiwi. Quá liều, tập trung cao và lỗi trong thời gian áp dụng có thể làm hỏng chồi (đặc biệt là cây đào).
Một dung dịch cyanamide 50% nước cũng được sử dụng làm chất diệt khuẩn (chất khử trùng) đặc biệt trong chăn nuôi lợn, bởi vì nó giết chết salmonella và shigella một cách hiệu quả và chống lại ruồi trong tất cả các giai đoạn phát triển.

## Các khía cạnh môi trường
Cyanamide phân hủy thông qua quá trình thủy phân thành urê, một loại phân bón tuyệt vời. Nấm, như Myrothecium verrucaria, đẩy nhanh quá trình này bằng cách sử dụng enzyme cyanamide hydratase.

## An toàn
Cyanamide có độc tính khiêm tốn ở người. Tiếp xúc tại nơi làm việc với thuốc xịt hydro cyanamide hoặc phơi nhiễm ở những người sống gần khu vực phun thuốc đã được báo cáo là gây kích ứng đường hô hấp, viêm da tiếp xúc, đau đầu và các triệu chứng tiêu hóa là buồn nôn, nôn hoặc tiêu chảy.